# Stephan Wang
Stephan Wang (1900-1971) föddes i Kina och blev en kristen vid relativt tidig ålder. Han kom att verka för evangelisering av sitt hemland och var under andra världskriget rektor för en skola. När kommunisterna tog makten var Wang utomlands medan hans fru och fyra barn var i Kina. Då han inte vågade resa tillbaka eftersom han hade en stark koppling till västerlandet kom han att förbli utomlands till dess att han dog över 20 år senare. I sitt exil uppmärksammade han att det fanns mängder med kineser i England och andra länder som man aldrig hade försökt nå med evangelium. Kina inlandsmissionen kom att ombildas till ett sällskap för att nå kineser i utlandet och själv kom han att jobba heltid med alltihop som ledare.